# David Buchsbaum
David Alvin Buchsbaum (* 6. November 1929; † 8. Januar 2021) war ein US-amerikanischer Mathematiker, der sich mit Algebra befasste.

## Leben
Buchsbaum erwarb 1949 seinen Bachelor-Abschluss am Columbia College in New York City und wurde 1954 bei Samuel Eilenberg an der Columbia University promoviert (Exact Categories and Duality). Als Post-Doktorand war er Instructor an der Princeton University und der University of Chicago.
1956 wurde er Assistant Professor sowie 1959 Associate Professor an der Brown University und 1961 Associate Professor an der Brandeis University. 1963 erhielt er dort eine volle Professur und von 1962 bis 1964 stand er der Mathematikfakultät vor (und wieder von 1980 bis 1982 und von 1994 bis 1996). 1999 wurde er emeritiert. Er war unter anderem Gastprofessor in Rom, Bologna, Turin, Genua, Montpellier, Valladolid und Caracas.
Buchsbaum befasste sich mit Kommutativer und Homologischer Algebra und Darstellungstheorie von Algebren und Gruppen. Er publizierte unter anderem mit Maurice Auslander (seit 1956, zum Beispiel Theorie Noetherscher Ringe), David Eisenbud, Gian-Carlo Rota. 1955 gab er unabhängig von Alexander Grothendieck eine axiomatische Definition der abelschen Kategorie.
1965/66 war er Guggenheim Fellow. Er war Fellow der American Mathematical Society. 1995 wurde er in die American Academy of Arts and Sciences gewählt.

## Schriften
- Lectures on regular local rings, Lecture Notes in Mathematics, Springer Verlag 1969
- mit G. Boffi Threading homology through algebra: selected patterns, Oxford University Press 2006
- mit Maurice Auslander Homological dimension in Noetherian rings, Transactions of the American Mathematical Society, Band 85, 1957, S. 390–405
- mit Auslander Groups, rings, modules, Harper and Row 1974
- Buchsbaum Through a glass, Erinnerungen 2007, pdf